# 刘霞 (羽毛球运动员)
刘霞（1955年—），上海人，中国女子羽毛球运动员。她曾获得1978年亚洲运动会羽毛球比赛女子团体金牌。丈夫是羽毛球运动员陈天龙。